# Kinnow

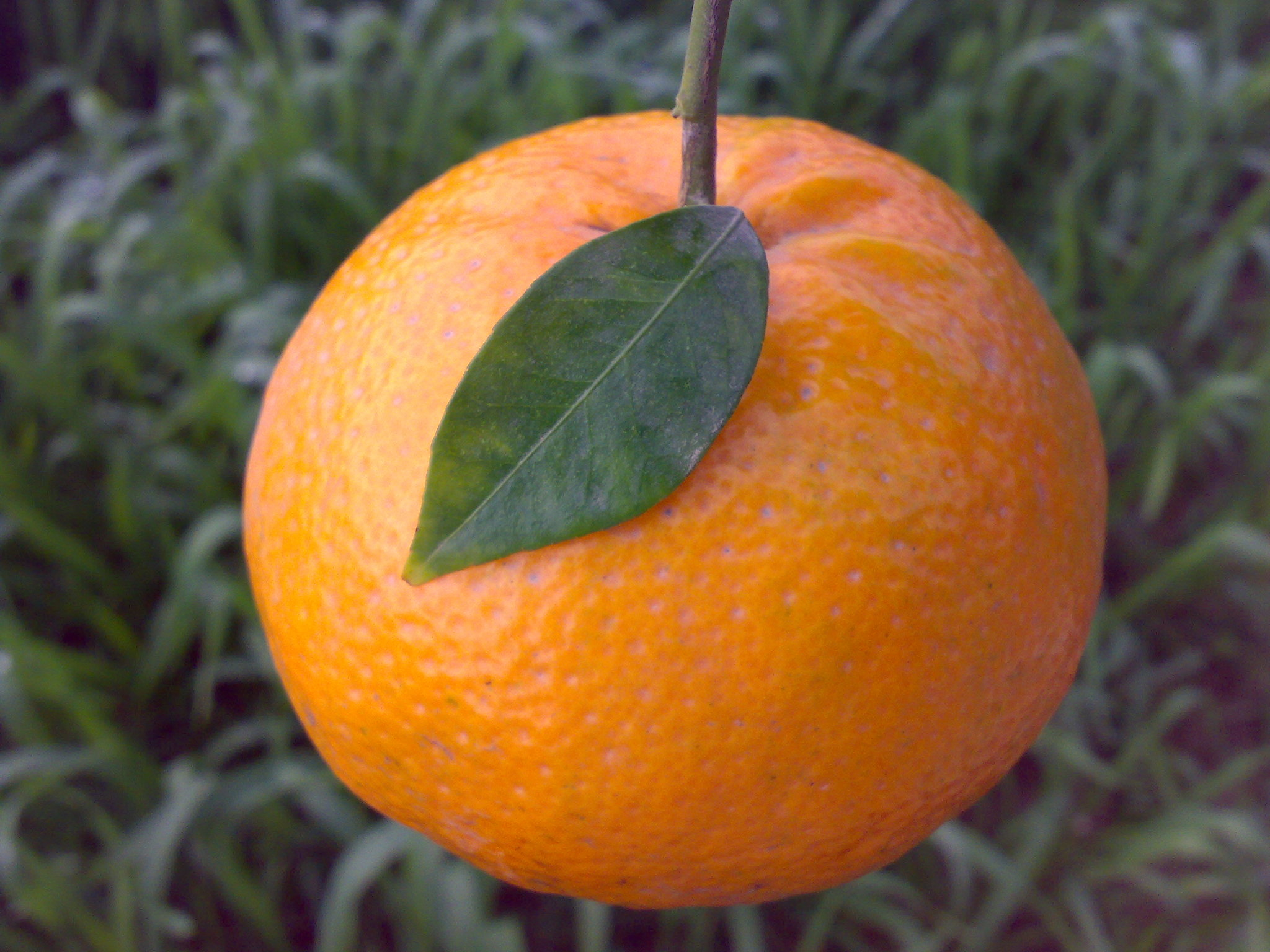
Kinnow.

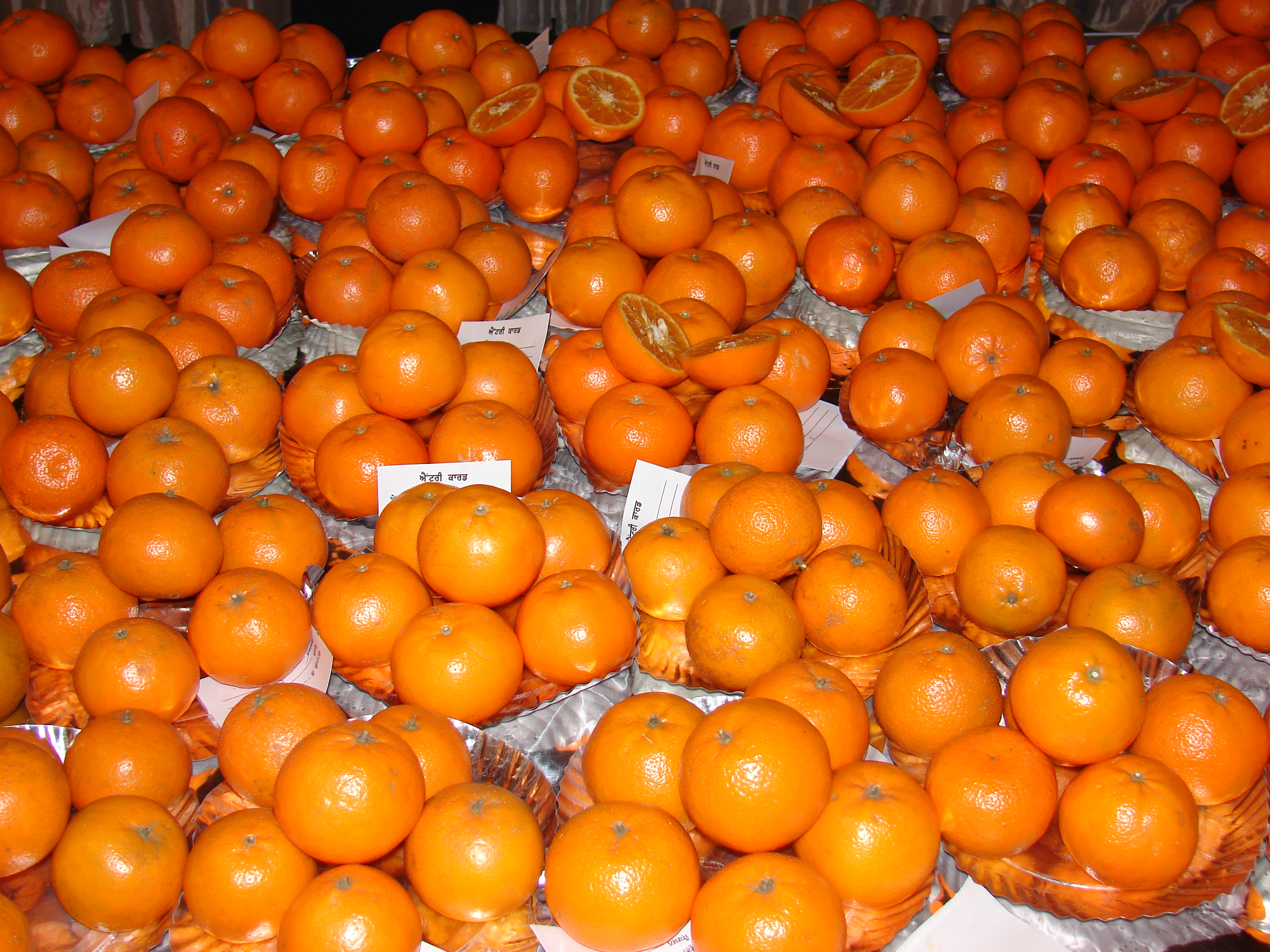
Présentation de kinnows.

Le kinnow est une variété de mandarine à haut rendement largement cultivée dans la région du Pendjab (Inde et Pakistan).
C'est un hybride de deux cultivars de mandarines  — 'King' (Citrus nobilis) × 'Willow Leaf' (Citrus deliciosa) — créé par Howard B. Frost à la station expérimentale des agrumes de l'université de Californie à Riverside. 
Après évaluation, le kinnow fut mis sur le marché comme nouvel agrume hybride pour la culture commerciale en 1935.

## Description
Le fruit du kinnow est grand, de forme globulaire et de couleur orange. Il contient de 12 à 25 graines. Il mûrit en janvier et février. Cet agrume facile à éplucher a acquis une importance économique particulière et une forte demande à l'exportation en raison de sa teneur élevée en jus, de sa saveur particulière et de sa teneur élevée en vitamine C.
Les facteurs qui ont contribué à la réussite de ce fruit sont sa belle couleur orange doré (un atout majeur du point de vue de la commercialisation), son jus abondant, et son goût apprécié. 
Les arbres sont très productifs ; il n'est pas rare de trouver 1000 fruits par arbre. 
Des rendements intéressants, beaucoup plus élevés que ceux obtenus avec la plupart des autres cultures fruitières, peuvent être obtenus à partir de vergers de Kinnow soignés, en adoptant des méthodes de culture appropriées .

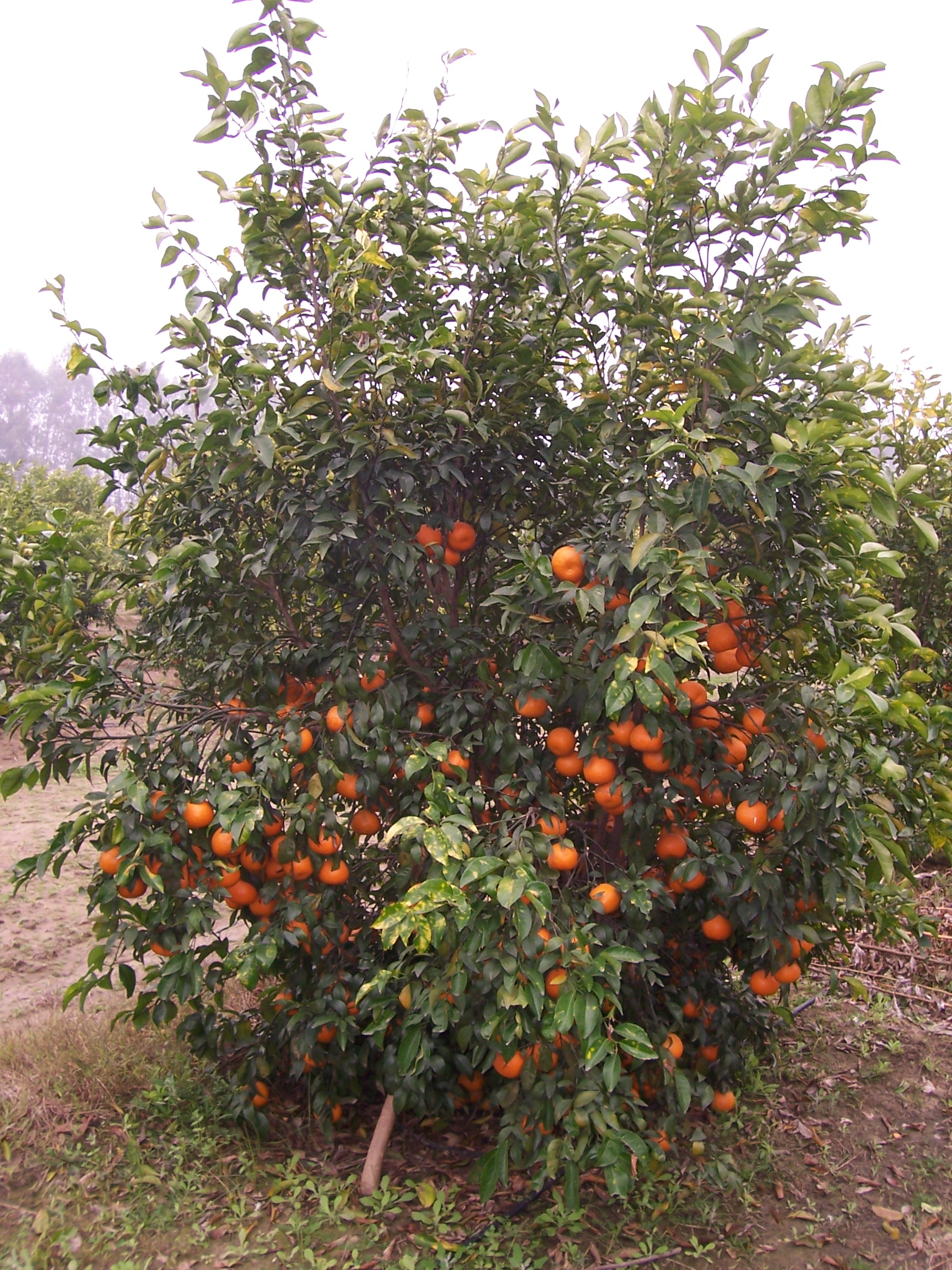
Jeunes pieds de kinnow portant des fruits.

## Kinnow sans pépins
Les fruits du kinnow ont davantage de pépins par quartier que les autres agrumes. Le nombre élevé de graines de cette variété est un obstacle majeur à sa consommation en frais. Des chercheurs se sont efforcés de sélectionner des kinnows sans pépins par enquête ou par le recours à des mutants. Les graines de Kinnow sont naturellement diploïdes ou tétraploïdes. Des  variétés sans pépins triploïdes  ont été sélectionnées, mais elles sont encore en phase d'essai[Quand ?] pour vérifier si le fruit est propre à la consommation.

## Exportations
La plupart des marchés cibles pour l'exportation des kinnows pakistanaise sont ceux des pays en développement. Seulement 2,6 pour cent des exportations de kinnows s'adressent aux marchés des pays développés, ce qui s'explique par la demande grandissante dans les pays développés de kinnows sans pépins. Environ 61 pour cent des exportations mondiales totales d'oranges et de mandarines concernent des variétés sans pépins. Certains marchés d'exportation importants pour le kinnow sont l'Afghanistan, l'Arabie saoudite, Bahreïn, Dubaï, l'Indonésie, le Koweït, la Malaisie, Oman, les Pays-Bas, les Philippines, le Qatar, le Royaume-Uni, Singapour et le Vietnam. 
L'Indonésie a également offert l'accès à son marché au kinnow du Pakistan à zéro pour cent.

## Cueillette et manutention
La récolte du kinnow commence lorsque la couleur externe du fruit devient orange, entre décembre et février. Le meilleur moment pour la récolte va de la mi-janvier à mi-février, lorsque le fruit atteint un rapport solides solubles totaux (TSS) / teneur en acide du jus de 12/1 à 14/1.
La qualité des fruits décline en cas de cueillette tardive. Les fruits sont récoltés en coupant le pédoncule à l'aide de sécateurs. Le pédoncule est coupé aussi court que possible pour éviter les blessures mécaniques des fruits dans les phases de conditionnement et de transport.
Comme c'est un fruit à la peau relativement lâche, la cueillette en le tirant à la main doit être évitée. L'enrobage des fruits à l'aide de cires commerciales permet d'augmenter leur durée de vie jusqu'à 60 jours.
Le fruit peut être stocké en chambre froide à une température de 4 à 5 °C et une humidité relative de 85 à 90 %.

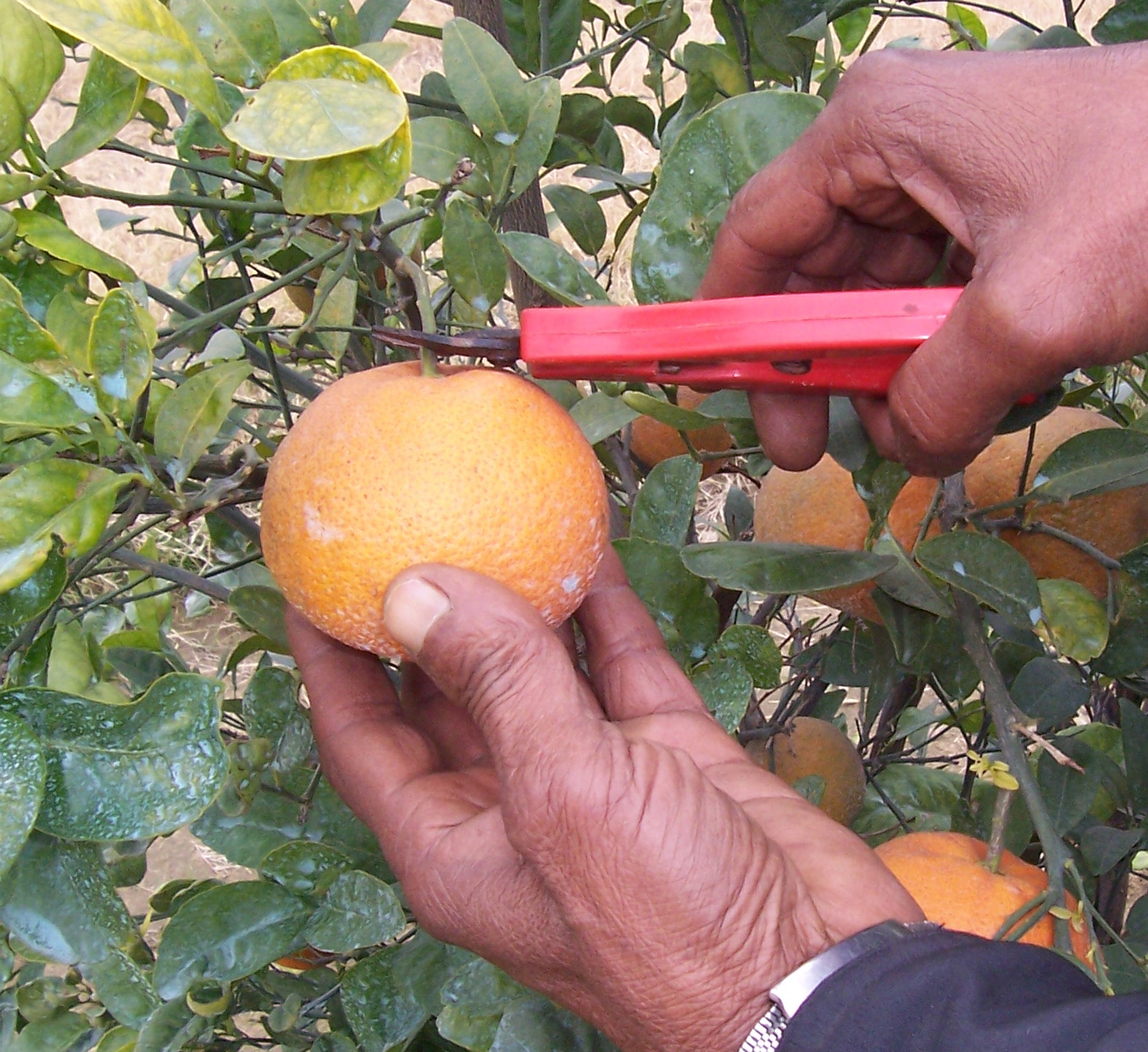
Cueillette des kinnows au sécateur.

## Transformation des fruits
La transformation alimentaire nécessite des fruits de bonne qualité. Le kinnow idéal est ferme à légèrement mou, à la peau lisse sans rides profondes et de couleur orange foncé, presque rouge. Le tri manuel permet de mieux juger les fruits et d'éviter les produits avec des taches molles, de coloration terne et passée ou à peau rugueuse et bosselée.
L'université agronomique du Pendjab à Ludhiana (Pendjab indien) a mis au point de nouvelles techniques pour obtenir des rendements plus élevés de fruits de meilleure qualité dans les conditions du Pendjab indien. 
Ces fruits peuvent être conservés à température ambiante ou dans des conditions froides.

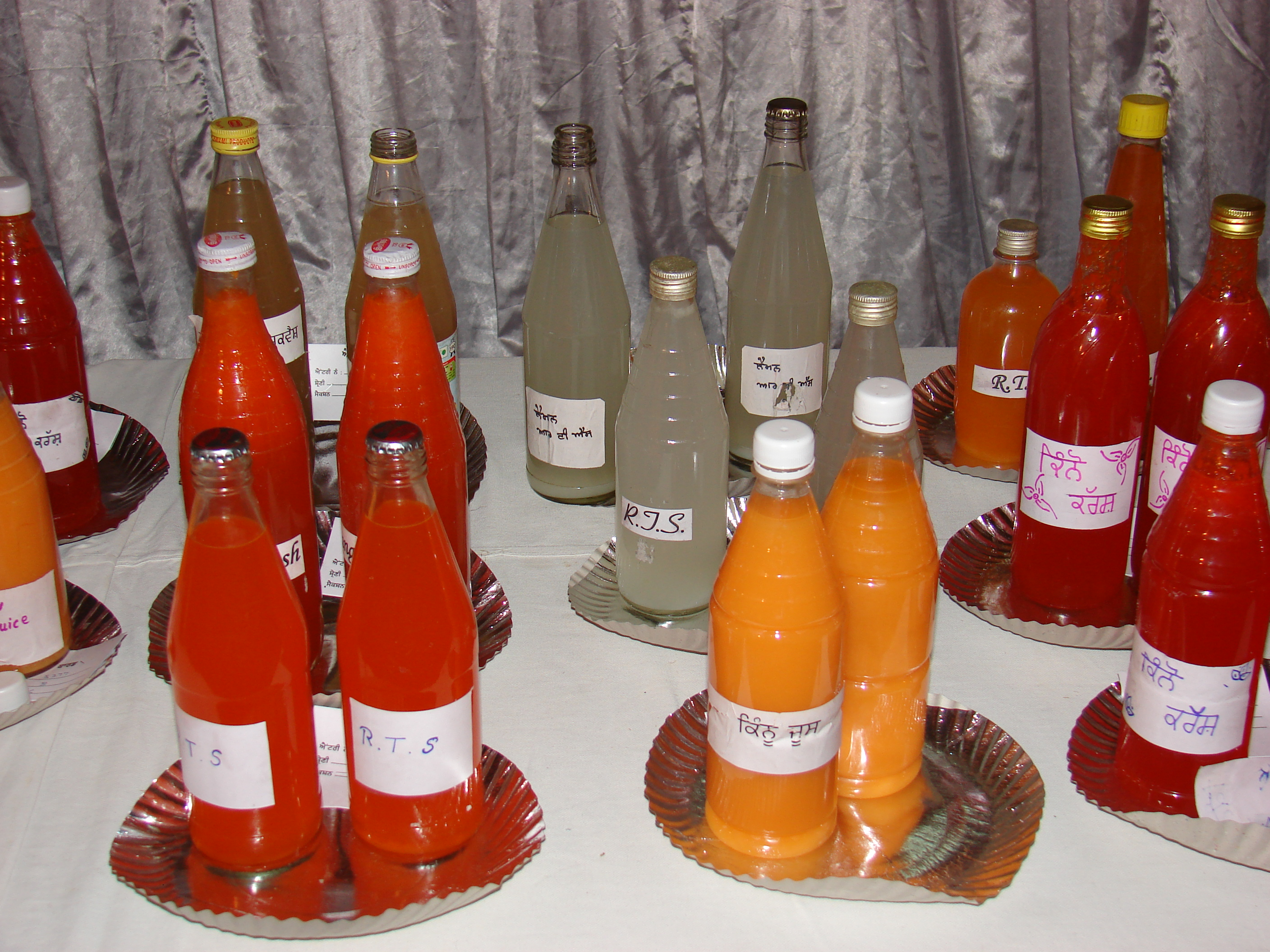
Produits transformés de kinnow.